# Via ferrata

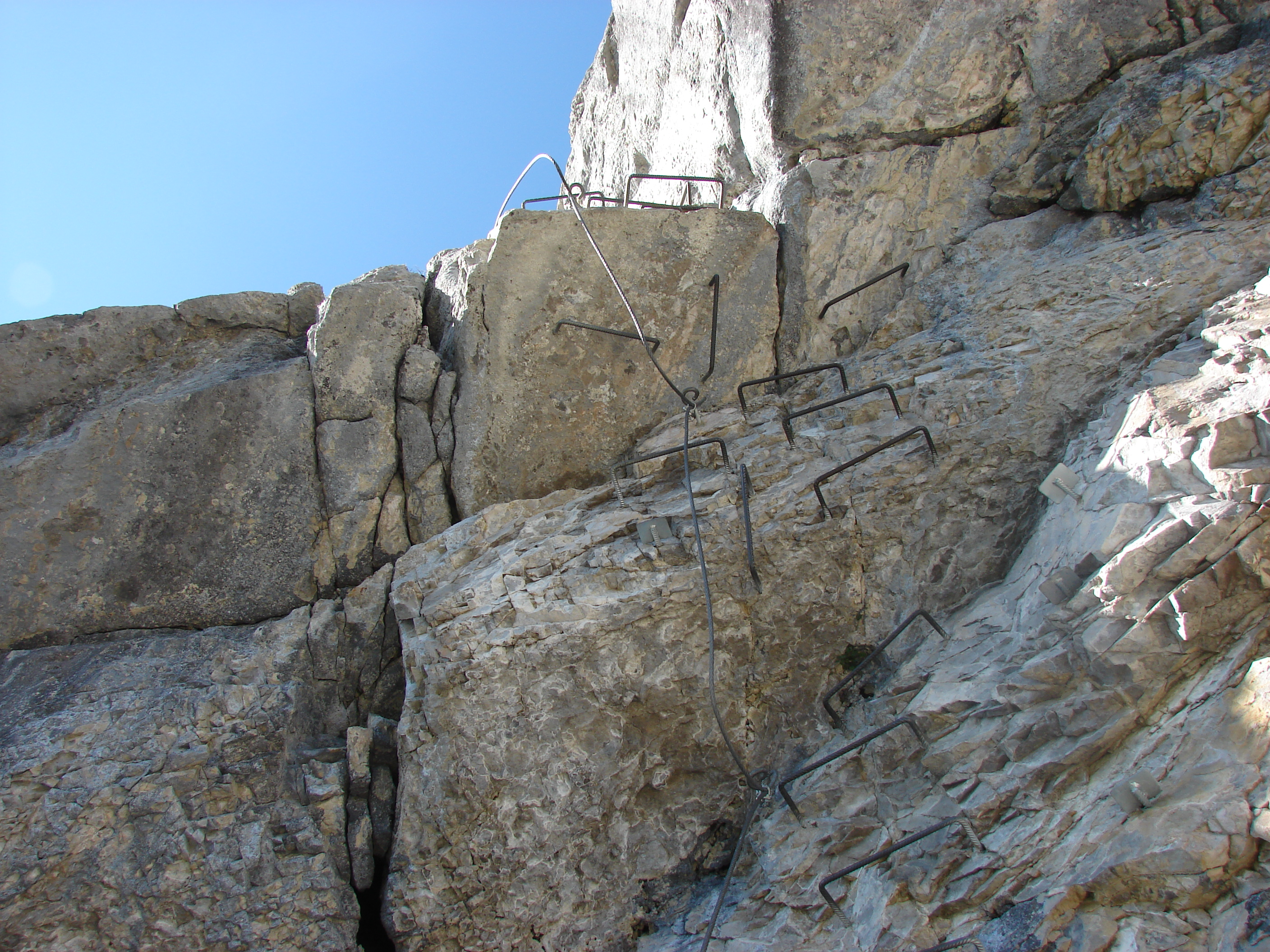
Via ferrata, La Clusaz (Fr)

Uma via ferrata (do italiano, via ferrada) é um itinerário preparado nas paredes rochosas da montanha - com escadas, cabos, pitões etc. - destinado a facilitar a progressão e optimizar a segurança dos montanhistas.
Com 7 graus de dificuldade que vão de Fácil a Extremamente difícil, pode ser acessível a um pedestranista em boa forma ou então a um montanhista experimentado.

## Origem
Tudo começou em 1880 quando os guias alpinos de Madonna di Campiglio, Itália, prepararam a vertente oriental do cume da Brenta para facilitar a passagem dos seus clientes. A ideia foi bem acolhida pelo exército italiano que resolveu equipar também as passagens escarpada nas Dolomitas a fim de permitir às tropas alpinas de transportar material militar de uma guarnição a outra.
O princípio foi depois utilizado nos países da Europa onde a prática do alpinismo é corrente, mas democratizou-se na França e na Suíça a partir de 1900.

## Rotas

### Portugal
Existem numerosas rotas via ferrata em Portugal, a maior sendo a Via Ferrata das Talhadas com 2190m de comprimento.

## Galeria

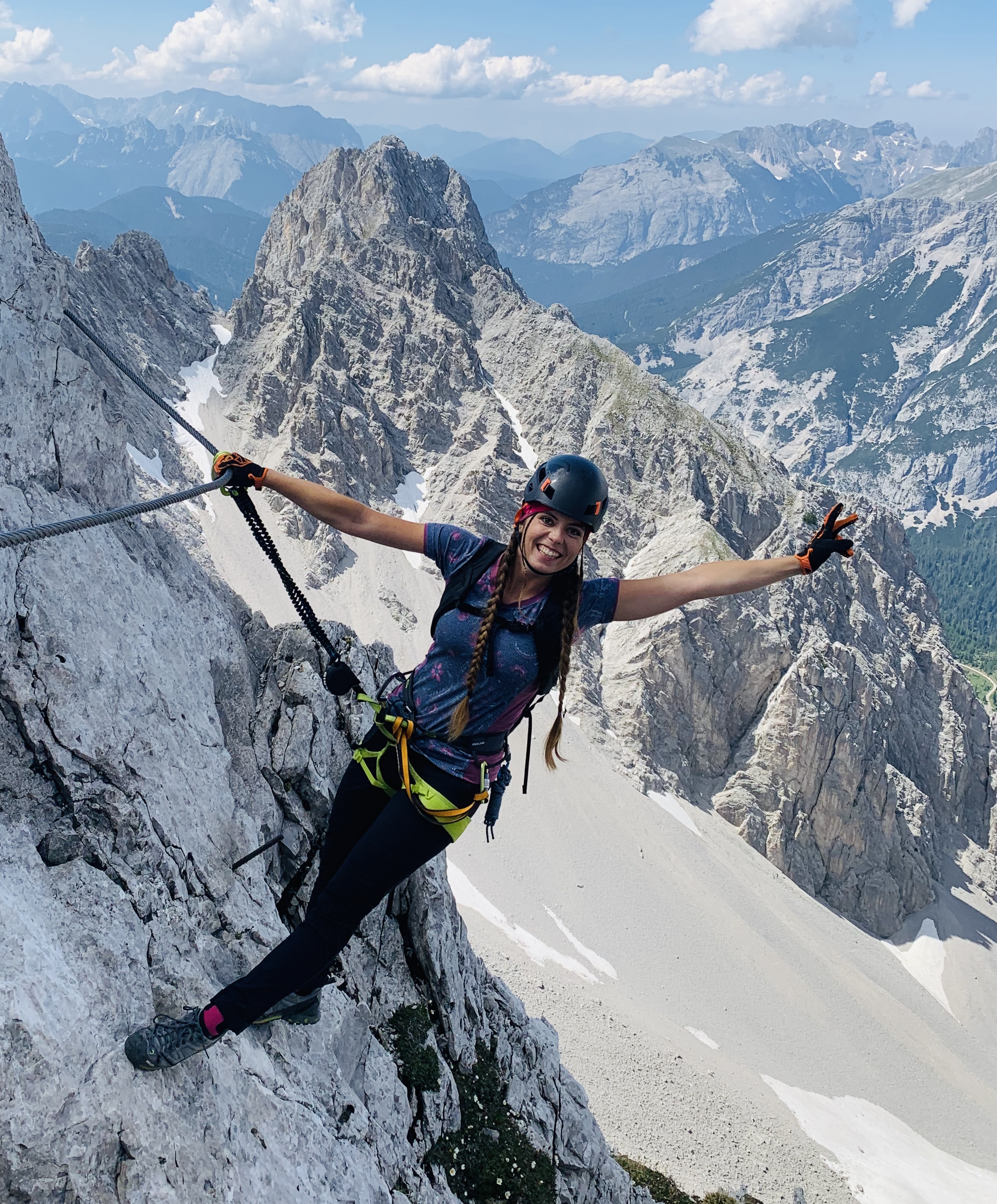
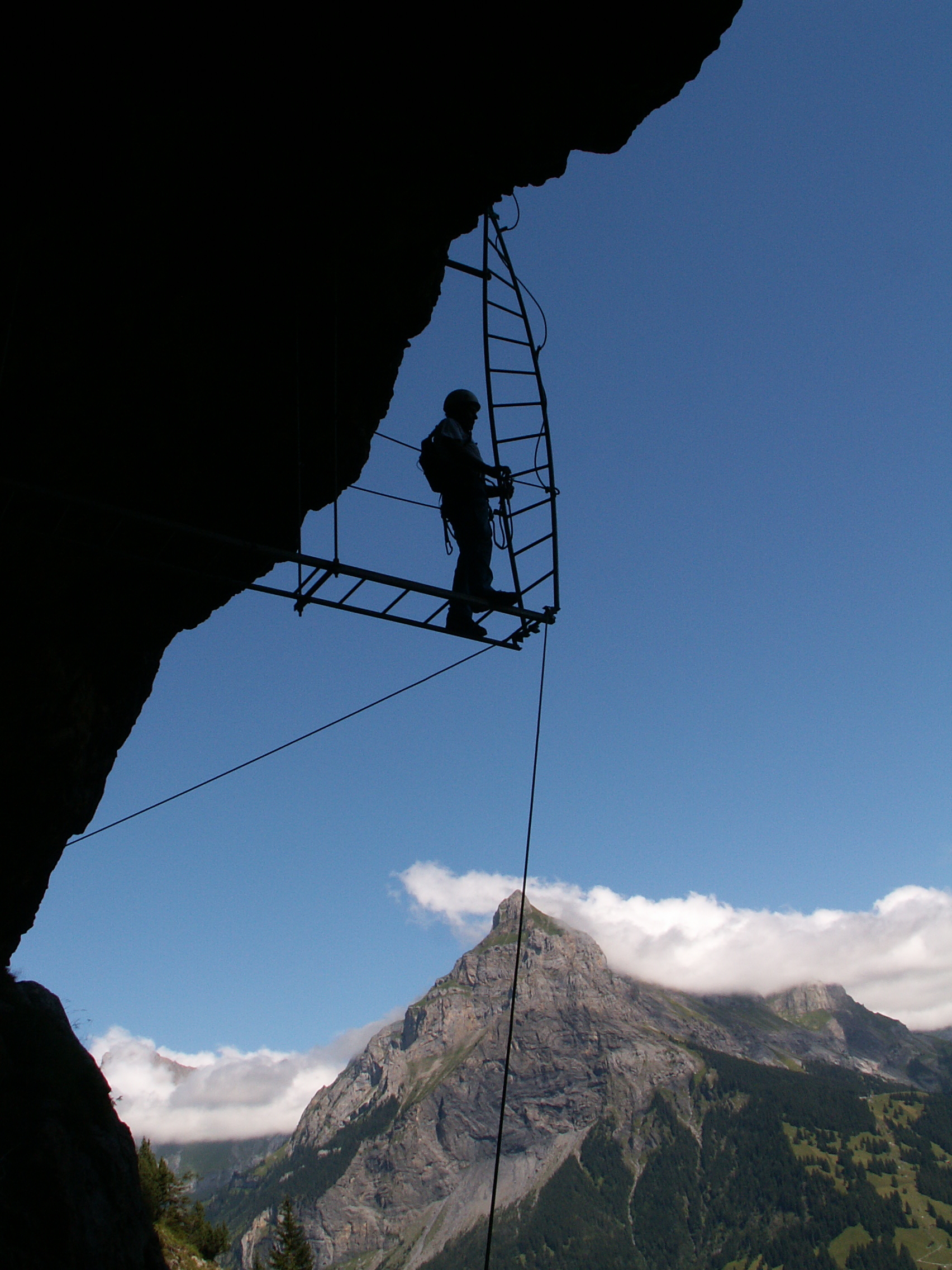
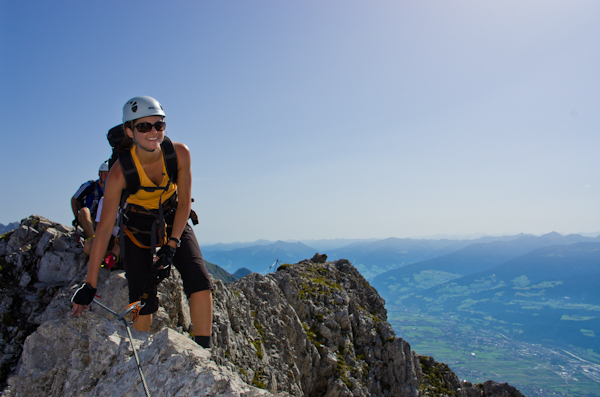
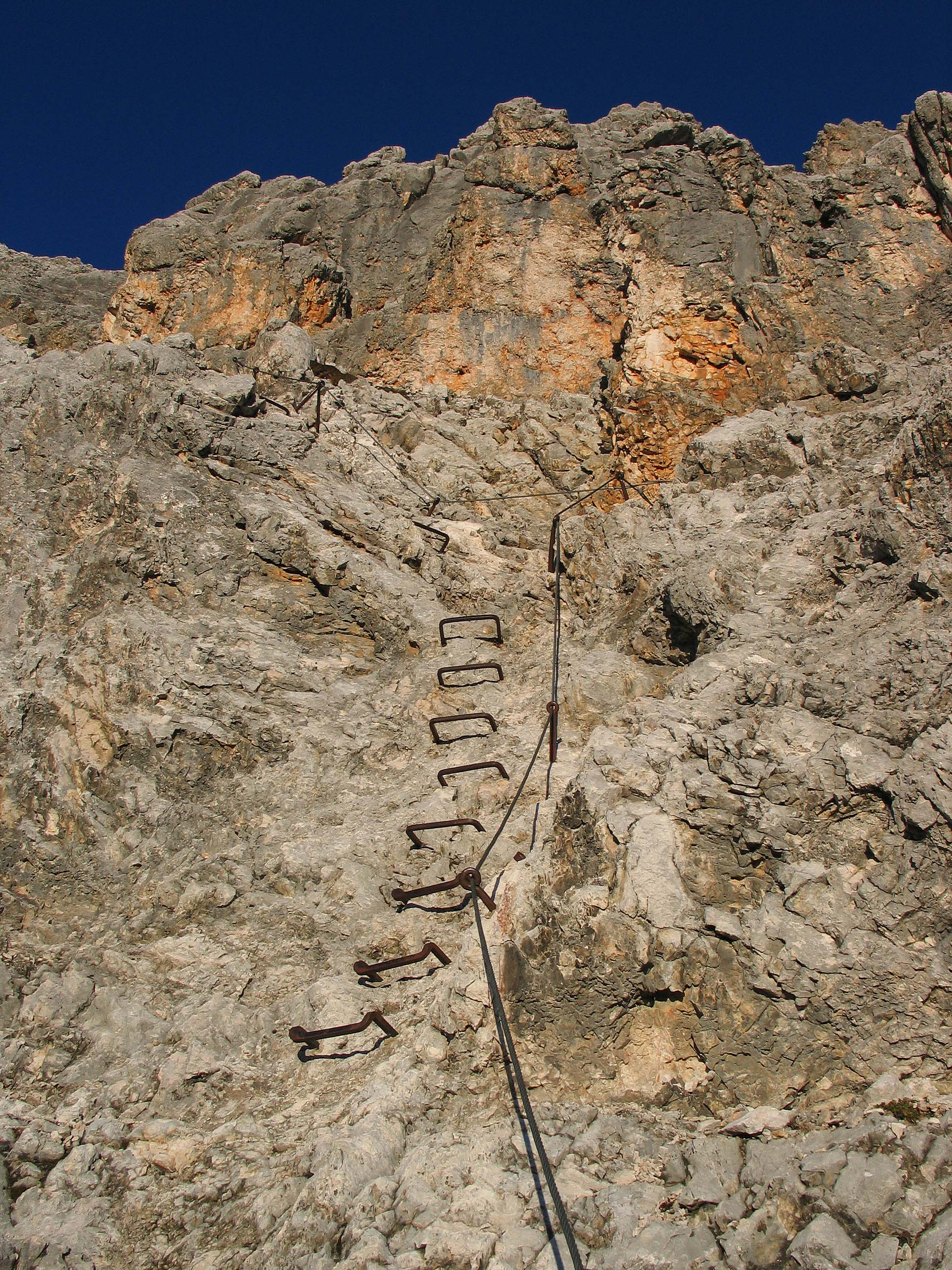

## Listas
Listas na wiki franêsa e na italiana de Vias ferrata
- fr:Via_ferrata#Quelques_via_ferrata
- it:Via_ferrata#Alcune_vie_ferrate - Dolomitas